# 乳瓣蘇納鯒
乳瓣蘇納鯒，又稱乳瓣蘇納牛尾魚、乳瓣繸牛尾魚，為輻鰭魚綱鮋形目牛尾魚亞目牛尾魚科的其中一種，分布於印度太平洋區，從東非至土阿莫土群島，北起日本琉球群島、台灣岛，南迄澳洲、密克羅尼西亞海域，棲息深度1-40公尺，屬底棲性魚類，體長可達30公分，生活在沙石底質海域，屬肉食性，以魚類、甲殼類等為食，可做為食用魚。